# Alžírsko na Letních olympijských hrách 2008
Alžírsko se účastnilo Letní olympiády 2008 ve třinácti sportech. Zastupovalo jej 62 sportovců. Alžírsko se účastnilo již 13. olympijských her (počítáno i se zimními). Doposud získalo 5 zlatých, 1 stříbrnou a 7 bronzových medailí. Medailovými sportovci se stali na těchto hrách alžírší judisté. Ammár bin Jachlef získal stříbrnou medaili v kategorii mužů do 90 kg. Soraja Haddadová získala v kategorii žen do 52 kg bronzovou medaili.

## Medailisté
| Medaile | Jméno             | Sport | Soutěž        |
| ------- | ----------------- | ----- | ------------- |
| Stříbro | Ammár bin Jachlef | Judo  | Muži do 90 kg |
| Bronz   | Soraja Haddadová  | Judo  | Ženy do 52 kg |

## Další sportovci

### Atletika, běh – muži
Nejúspěšnějším běžcem Alžírska se stal Nabil Madi, který skončil sedmý v běhu na 800 metrů. O místo za ním ve stejné kategorii doběhl Nadjim Manseur. Mohamed Ameur finišoval na 48. místě v chůzi na 20 km. Další atleti skončili v semifinále:
- Tarek Boukensa - běh na 1500 m
- Antar Zergulaïne - běh na 1500 m

.. další neprošli prvním kolem:
- Kamel Boulahfane - běh na 1500 m
- Rabia Makhloufi - běh na 3000 m
- Ali Saidi-Sief - běh na 5000 m

Khoudir Aggoune měl nastoupit do závodu v běhu na 10 000 m, nakonec se jej však nezúčastnil, stejně jako Antar Zergulaïne běhu na 800 metrů.

### Atletika, běh – ženy
Nejúspěšnější běžkyní Alžírska byla Souad Aït Salem, která skončila v maratónu na 9. místě. Widad Mendil a Nahida Touhami neprošly prvním kolem v běhu na 3000, respektive v běhu na 1500 metrů.

### Atletika, ostatní sporty
Issam Nima měl nastoupit v kategorii skoku do dálky, závodu se však nakonec nezúčastnil. Baya Rahouli se v ženském trojskoku účastnila prvního kola, kde skončila na 22. místě a tudíž do dalších bojů nepostoupila.

### Badminton
Alžírsko v badmintonu reprezentoval Nabil Lasmari, který však ve druhém kole prohrál s Dánem Gadem a ze soutěže vypadl.

### Box
7 boxerů zastupovalo Alžírsko na LOH v Pekingu. V kategorii nižší lehké váhy do čtvrtfinále postoupil Abdelkader Chadi, stejného výsledku dosáhl Abdelhafid Benchebla v kategorii nižší těžké váhy a Newfel Outaha v kategorii super těžké váhy.
Nabil Kassel neprošel druhým kolem střední váhy, stejně jako Abdelaziz Toulbini v kategorii těžké váhy.
Abdelhalim Ouradi a Hamza Kramou poté ve svých kategoriích nepostoupili přes první kolo.

### Cyklistika
Cyklista Hichem Chaabane startoval v silničním závodě cyklistů, závod však nedokončil.

### Šerm
Dvojité ženské zastoupení mělo Alžírsko v této kategorii. Nadia Bentaleb ale vypadla hned ve druhém kole, Anissa Khelfaoui neprošla ani přes kolo první.

### Judo
Judo bylo nejúspěšnějším odvětvím Alžírska na těchto hrách. Účastnili se jej tito sportovci:
Muži:
- Ammár bin Jachlef, kategorie do 90 kg – stříbrná medaile
- Mounir Benamadi, kategorie do 66 kg – 2. kolo
- Omar Rebahi, kategorie do 60 kg – 1. kolo
- Amar Meridja, kategorie do 73 kg – 1. kolo
- Hassane Azzoun, kategorie do 100 kg – 1. kolo a 1.opravné kolo

Ženy:
- Soraja Haddadová, kategorie do 52 kg – bronzová medaile
- Rachida Ouerdane, kategorie do 70 kg – 2. kolo a 2.opravné kolo
- Meriem Moussa, kategorie do 48 kg – 2. kolo
- Kahina Saidi, kategorie do 63 kg – 2. kolo
- Leila Atrous, kategorie do 57 kg – 1. kolo a 1.opravné kolo

### Veslování
Tři sportovci zastupovali Alžírsko ve veslařských sportech. Ti však nebyli příliš úspěšní. V kategorii lehké váhy veslic skončil Chaouki Dries na 29. místě. V lehké váze dvojveslic pak Mohamed Ryad Garidi a Kamel Ait Daoud skončili závody na předposledním, 19. místě.

### Plavání
5 sportovců se zúčastnilo plaveckých soutěžích. Ani jeden z nich však neprošel první koly svých odvětví.
- Sofiane Daid, 100 metrů prsa, 44. místo
- Mehdi Hamama, 200 metrů individuálně, 41. místo
- Salim Iles, 50 metrů volně, dělené 23. místo
- Nabil Kebbab, 100 metrů volně, 32. místo
- Mahrez Mebarek, 200 metrů volně, 51. místo

### Stolní tenis
Jeden stolní tenista se účastnil LOH v Pekingu. Kourta Idir Abdallah však hned v prvním kole podlehl Australanovi Henzellovi 1:4 na sety a vypadl.

### Volejbal
Ženský volejbalový tým hrál na LOH skupinu B společně s výběry Brazílie, Itálie, Ruska, Srbska a Kazachstánu. V celé skupině však dokázal uhrát jediný set a skončil poslední.
- Brazílie – 0:3 (11:25, 11:25, 10:25)
- Srbsko - 0:3 (14:25, 13:25, 13:25)
- Itálie – 0:3 (7:25, 20:25, 12:25)
- Rusko - 0:3 (11:25, 19:25, 10:25)
- Kazachstán – 1:3 (18:25, 20:25, 25:17, 16:25)

Nominace:
Nariméne Madani, Fatma-Zohra Oukazi, Faïza Tsabet, Sérine Hanaoui, Lydia Oulmou, Nawel Mansouri, Mouni Abderrahim, Melinda Hanaoui, Nassima Ben Hamouda, Tassadit Aissou, Raouia Rouabhia, Safia Boukhima. Trenér Mouloud Ikhdji

### Vzpírání
Vzpěračka Leila Lassouani zvedla v kategorii do 63 kg činku s váhou 85 kg a skončila v prvním kole na 16. místě, což jí zaručovalo postup do dalšího kola. Tam se pokusila zvednout 110 kg, což ale ani jednou nezvládla a byla vyřazena.

### Zápas
V zápase řecko-římském se LOH účastnili tři sportovci. Ani jeden z nich však neprošel prvním (osmifinálovým) kolem ve svých kategoriích.
- Mohamed Serir, kategorie do 66 kg, vypadl s Rusem Kovalenkem
- Messaoud Zeghdane, kategorie do 74 kg, vypadl s Němcem Schneiderem
- Samir Bouguerra, kategorie do 96 kg, vypadl s Číňanem Jiangem